# ويد فورستر
ويد فورستر (بالإنجليزية: Wade Forrester)‏ هو لاعب دوري الرغبي أسترالي، ولد في 23 مارس 1976.